# Calisto II de Constantinopla
Calisto II de Constantinopla, dito Xantópulo (em grego: Κάλλιστος Β΄ Ξανθόπουλος), foi o patriarca grego ortodoxo de Constantinopla em 1397.

## Vida e obras
Calisto era um monge hesicasta e um escritor religioso antes de se tornar patriarca durante o reinado do imperador bizantino Manuel II Paleólogo e, durante todo o seu curto patriarcado, Constantinopla esteve cercada pelo sultão otomano Bajazeto I. Seu epíteto indica que ele era oriundo do mosteiro de Xantópulo.
Com a ajuda de outro monge, Inácio Xantópulo, Calisto compôs o famoso "Centenário", um tratado com 100 seções sobre as práticas ascetas dos monges hesicastas que foi incorporado na Filocalia de Nicodemos, o Hagiorita, e teve grande influência sobre a espiritualidade ortodoxa. A maioria dos patriarcas do século XIV foram monges de tradição hesicasta.
Ele é considerado um santo pela Igreja Ortodoxa e é celebrado em 22 de novembro.